# 刘小燕
刘小燕（1958年11月—），陕西安康人。女，汉族。1980年2月参加工作，1985年11月加入中国共产党。陕西省财经学校（现陕西财经职业技术学院）财政专业毕业，香港理工大学工商管理专业在职研究生学历，工商管理硕士学位。曾任陕西省人大常委会党组书记、副主任。
历任陕西省财政厅副处长、处长、副厅长，陕西省人民政府副秘书长、陕西省金融工作办公室主任，陕西省财政厅厅长等职。2012年5月，任中共陕西省委常委，6月兼任省委秘书长。2012年7月，不再兼任陕西省财政厅厅长。2017年1月，当选陕西省人大常委会副主任。2017年5月，担任陕西省人大常委会党组副书记、副主任，不再担任中共陕西省委常委职务。2018年2月，担任陕西省人大常委会党组书记、副主任。2018年2月24日，当选为第十三届全国人大代表。2022年1月，辞去省人大常委会副主任职务。